# Мичкас
Мичкас — река в Пензенской области России.

## Общие сведения
Протекает в северо-восточном направлении по территории Пачелмского и Нижнеломовского районов. У села Большой Мичкас впадает в реку Атмис в 30 км от её устья по левому берегу. Длина реки составляет 39 км, площадь водосборного бассейна — 312 км².

## Притоки
(указано расстояние от устья)
- 7,1 км: река без названия, у с. Рабочий Посёлок (пр)
- 21 км: река Тростина (пр)
- 27 км: река Мокрый Мичкас (пр)

## Данные водного реестра
По данным государственного водного реестра России относится к Окскому бассейновому округу, водохозяйственный участок реки — Мокша от истока до водомерного поста города Темников, речной подбассейн реки — Мокша. Речной бассейн реки — Ока.
Код объекта в государственном водном реестре — 09010200112110000027025.

## Топографические карты
- Лист карты N-38-88 Нижний  Ломов. Масштаб: 1 : 100 000. Состояние местности на 1976 год. Издание 1982 г.
- Лист карты N-38-100 Кевдо-мельситово. Масштаб: 1 : 100 000. Состояние местности на 1974 год. Издание 1982 г.